# 心内膜床欠損症
心内膜床欠損症（しんないまくしょうけっそんしょう、英語: endocardial cushion defect, ECD）は、先天性心疾患の一つ。現在では房室中隔欠損症（英語: atrioventricular septal defect, AVSD）と呼ばれることが多くなっている。

## 病理・病態生理
ECDの本態は、心内膜床の発達障害により、左心房・左心室・右心房・右心室の間を隔てる各種の構造組織に欠損が生じるというものである。発生当初、心臓は房室管（原始心管）と呼ばれる管状の形態をとっており、心房・心室はともに左右の区別をもたず共通心房・共通心室となっている。心内膜床（英: endocardial cushion）は心内膜隆起とも呼ばれ、胎生第4〜7週にかけて房室域および円錐動脈幹域に発生し、これらの房室管を境して、心房中隔と心室中隔膜性部、房室管・弁、および大動脈路と肺動脈路の形成を助ける。このため、心内膜床の発達が不完全であった場合には、これらの構造の形成が不十分となるか、あるいはまったく欠くこととなる。
これらの心内膜床由来の構造の欠損の程度に応じて、ECDは、不完全型と完全型に分類される。
不完全型
心室中隔欠損（VSD）は認めず、病態は、基本的に二次孔型の心房中隔欠損（ASD）に準じたものとなる。また、房室弁が心尖方向に下がるという房室弁付着下方偏位（scooping）に伴い、僧帽弁閉鎖不全（MR）や三尖弁閉鎖不全（TR）が認められうる。これに加えて僧帽弁前尖に裂隙を認めることが多く、これによるMRの程度に応じて、ASDに伴う左右短絡の程度が左右される。
完全型
不完全型に加えて、房室弁下型の心室中隔欠損（VSD）が生じた病態となる。このため、新生児期から肺血流量が著しく増加し、アイゼンメンゲル症候群を呈し、乳児期に心不全を来たして死亡する例が多い。

## 臨床・検査所見
不完全型は1次孔型ASD、完全型は大欠損孔型VSDに準じた症状を呈する。
聴診
不完全型は1次孔型ASDに準じて、II音の固定性分裂、肺動脈弁口領域（2LSB）の駆出性収縮期雑音が聞かれるほか、ある程度以上の肺血流量がある場合には相対的三尖弁狭窄（TS）による拡張中期雑音、僧帽弁閉鎖不全（MR）がある場合には心尖部で全収縮期雑音が認められる。
完全型は肺高血圧を合併したVSDに準じて、II音の亢進、III音の出現、三尖弁口領域（4LSB）の逆流性収縮期雑音が認められ、また心尖部では相対的房室弁狭窄に伴う拡張中期雑音に加えて、MRがある場合には全収縮期雑音も認められる。
心電図（ECG）
ECDにおいては、PR時間延長（I度AVB）・左軸偏位・不完全右脚ブロック（IRBBB）が3徴候として認められる。また、不完全型では右室肥大、完全型では両室肥大の所見も認められうる。
心臓超音波検査
不完全型では心房中隔の欠損、完全型ではさらに心室中隔の欠損所見が認められ、またカラードプラー法により房室弁逆流を認めることもある。
胸部X線写真（CXR）
肺血管陰影の増強を認めるほか、不完全型では右房・右室の拡大、完全型では両室肥大が認められる。
心臓カテーテル検査
不完全型では右心房の、完全型では右心系のSaO2のstep upが認められる。また左室造影を行なった場合、左室流出路においてgoose neckと呼ばれる特徴的な所見が見られる。

## 治療
内科的治療
保存的治療が原則となり、心不全に対しては通常の抗心不全治療を行なう。アンジオテンシン変換酵素（ACE）阻害薬は容量負荷の低減効果もあり、良い適応である。ただし酸素吸入は血行動態の悪化を招く恐れがあり、注意が必要である。
外科的治療
不完全型においてはASDの治療法に準じたものとなる。
完全型においては、姑息術として肺動脈絞扼術（PA banding）、根治術として欠損孔閉鎖術や房室弁形成・置換術が行なわれる。